# 太平洋咖啡

Pacific Coffee舊標誌 (1992-2014年)

太平洋咖啡（英語：Pacific Coffee，英語舊稱：Pacific Coffee Company , PCC）是亚洲的一個連鎖美式咖啡店品牌，在香港是最大的咖啡連鎖店之一。由一對在1992年來自美國西雅圖的夫婦Thomas Neir在香港創立。其起源地與星巴克相同，惟星巴克於2000年5月才在香港成立首間分店。
其公司宗旨為一杯、一念、一世界，意思分別「為用心調製品質優越的咖啡」、「盡心實踐謙卑感恩的服務理念」及「專心營造寧靜溫馨的時空」。各店鋪內均設有梳化、無線上網服務(其服務由網上行寬頻提供)，讓顧客於舒適的環境下享受完美的咖啡樂趣。
2005年由其士泛亞控股有限公司收購，自此品牌發展迅速，分店數量不斷增加，更擴展至新加坡、澳門、馬來西亞；2010年被華潤收購后更拓展至中國內地，中國內地的店鋪分別位於廣州、深圳、上海、北京、天津、重庆、珠海、佛山、西安、成都、武漢、青島、瀋陽、長沙、南京、蘇州、杭州、廈門等地。
太平洋咖啡以香港島為重心地，亦進駐各大專院校，如香港英國文化協會校院內。
除經營零售店舖外，太平洋咖啡亦供應其品牌的咖啡豆及瑞士牌子JURA的咖啡機予批發商及公司顧客，包括銀行、航空公司、會所、酒店及大型商業機構，同時亦於香港、澳門及新加坡從事咖啡豆批發。

## 簡史
1993年，原Tandem電腦公司駐香港的財務經理Thomas Neir，發覺當時香港很少美式咖啡店 ，便創立太平洋咖啡。第一所咖啡店設於香港中環的美國銀行中心；初期為夫妻店模式，隨後董建華妹夫金樂琦（Roger King）入股並任主席。
2005年4月6日，其士國際集團旗下上市公司其士科技（於2007年更名「其士泛亞」）以2.05億港元收購太平洋咖啡。
2008-09年度錄得税後虧損2,030萬港元。
2009年7月，太平洋咖啡於澳門中區新馬路中央廣場試業，於澳門開設首家分店。
2009-10年度錄得税後盈利1,760萬港元。
2010年6月29日，華潤創業以3.266億港元（4,187.2萬美元），向其士泛亞收購香港太平洋咖啡八成股份，為集團打開內地的咖啡店市場作好準備。而其士泛亞將繼續保留太平洋咖啡兩成的權益。而品牌的主調顏色調整為鮮明的紅、黑、白，＂Company＂一字也從商標上被刪除。
2015年，其商標正式全面更新為紅圈與咖啡杯及咖啡豆圖案的組合，紅圈內取而代之的是 “Pacific Coffee”。Pacific Coffee提供的不僅僅是一杯完美的咖啡，而是一種更豐富的生活方式。“一杯一念一世界” 成為 Pacific Coffee新的使命。

## 分店

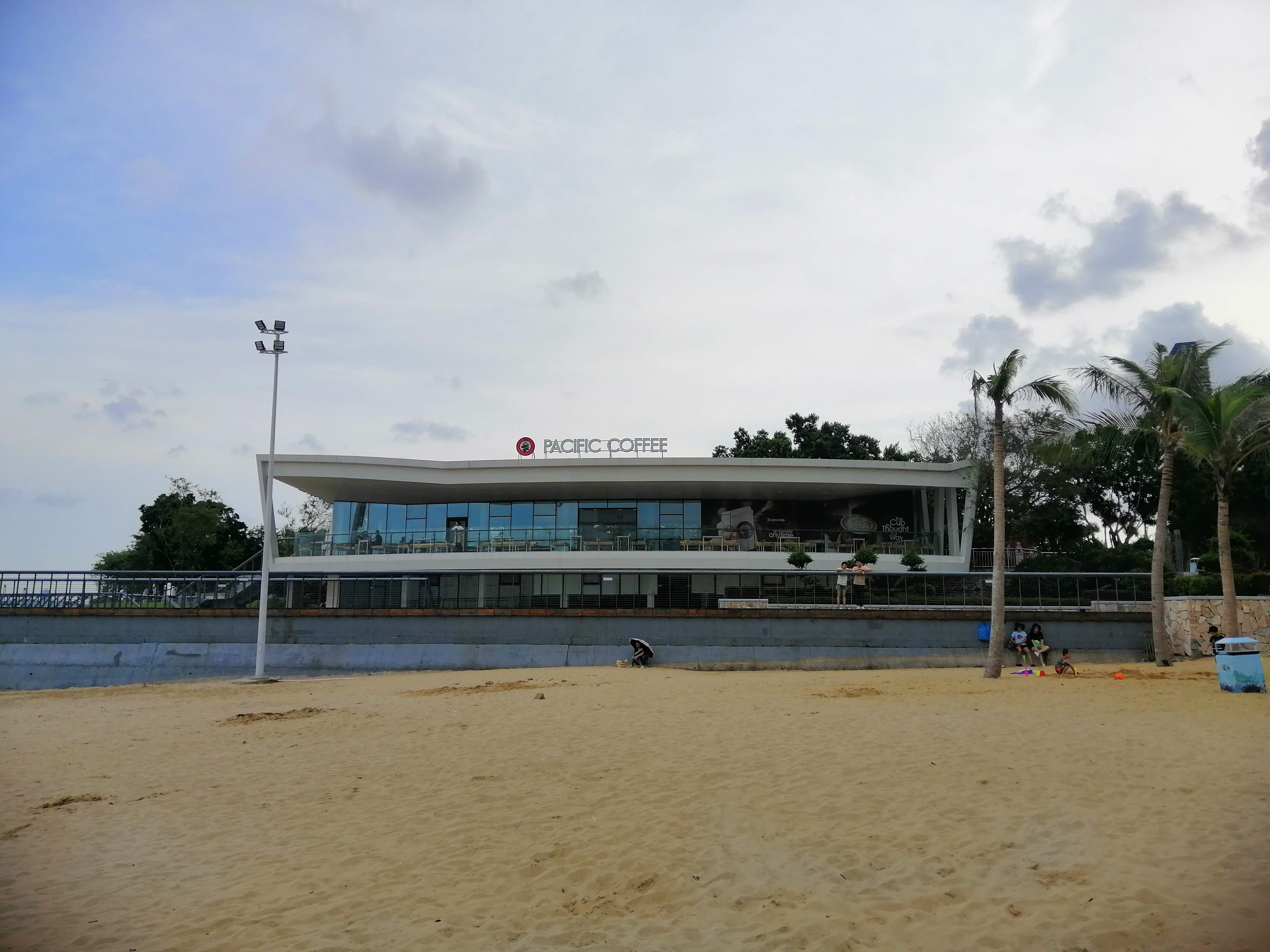
位於中國珠海的分店

除香港外，太平洋咖啡於中國大陸、新加坡、馬來西亞亦有分店。此外亦曾於塞浦路斯擁有一家分店。

## 奬項
2005年，電腦晶片製造商英特爾一項大型投票活動選舉「亞洲十大上網熱點」，由太平山頂的「太平洋咖啡」奪得榜首。

## 產品及服務

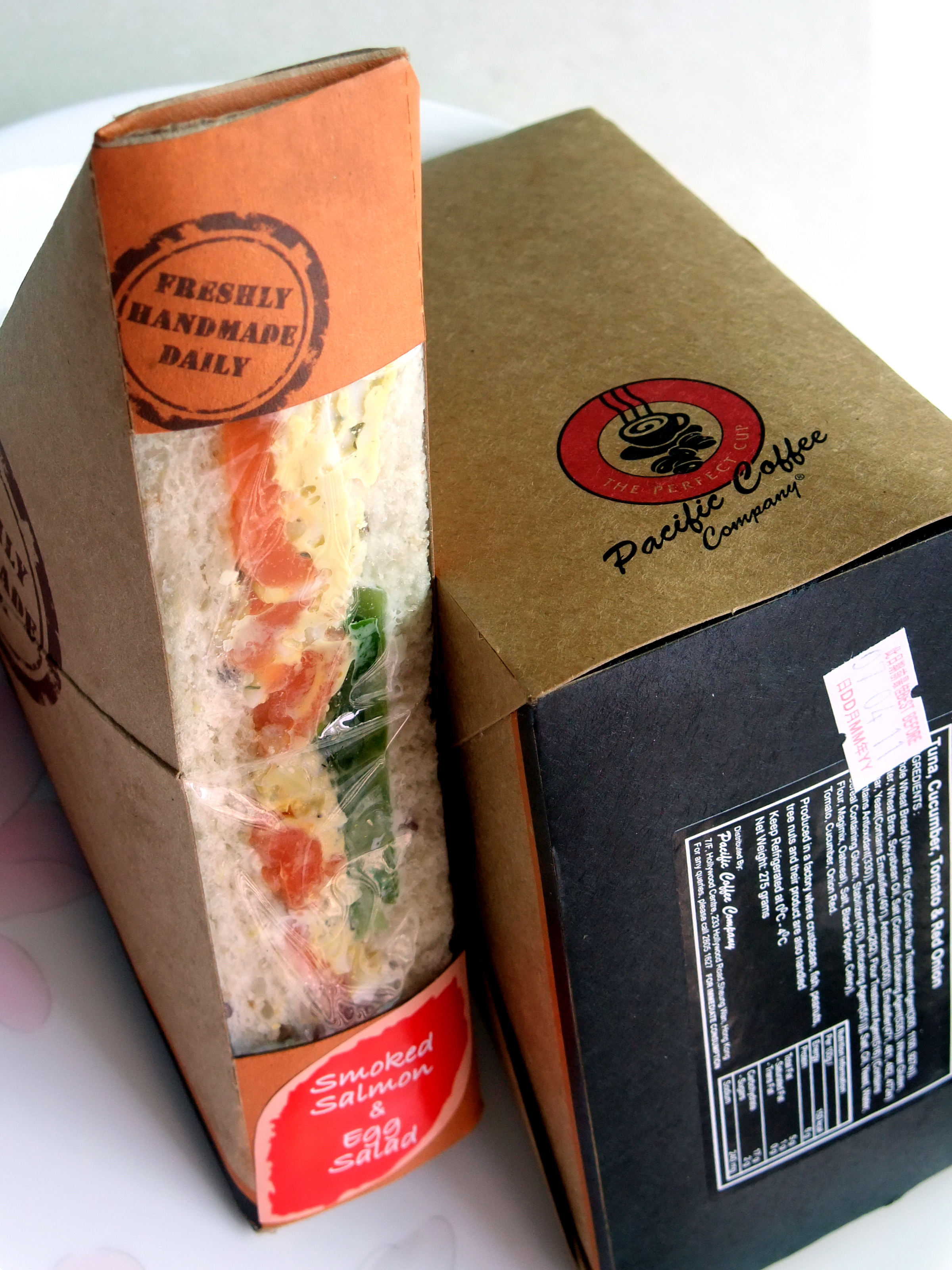
Pacific Coffee 售賣的三明治

產品：
1. 烘焙咖啡
2. 特色咖啡
3. 冷凍飲品
4. 烘烤食品及酥皮糕點
5. 小食
6. 與咖啡有關之器具及配件

服務：
1. 咖啡零售
2. 咖啡及咖啡豆批發

## 相集

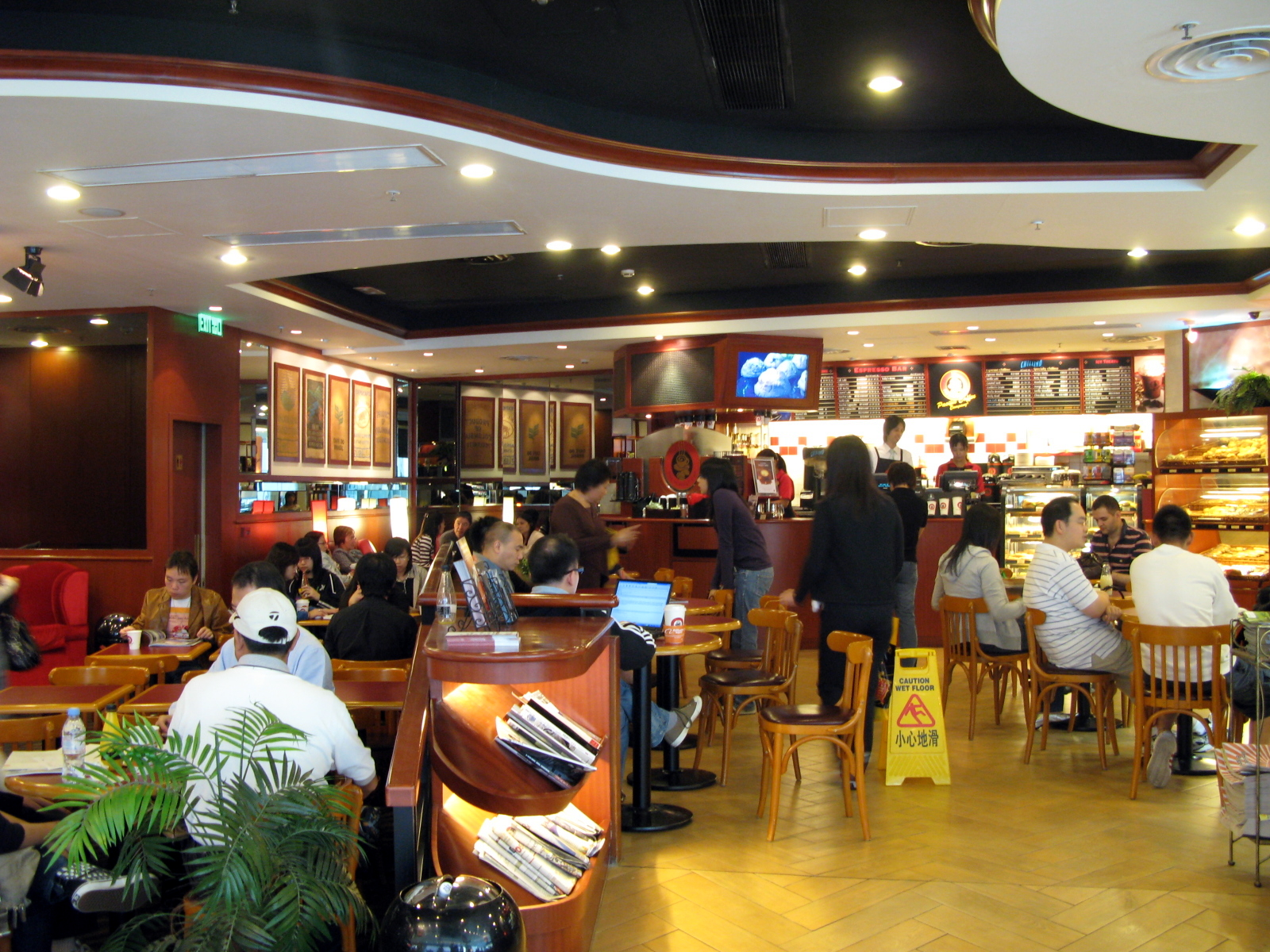
位於中環國際金融中心 (香港)的分店（已結業）
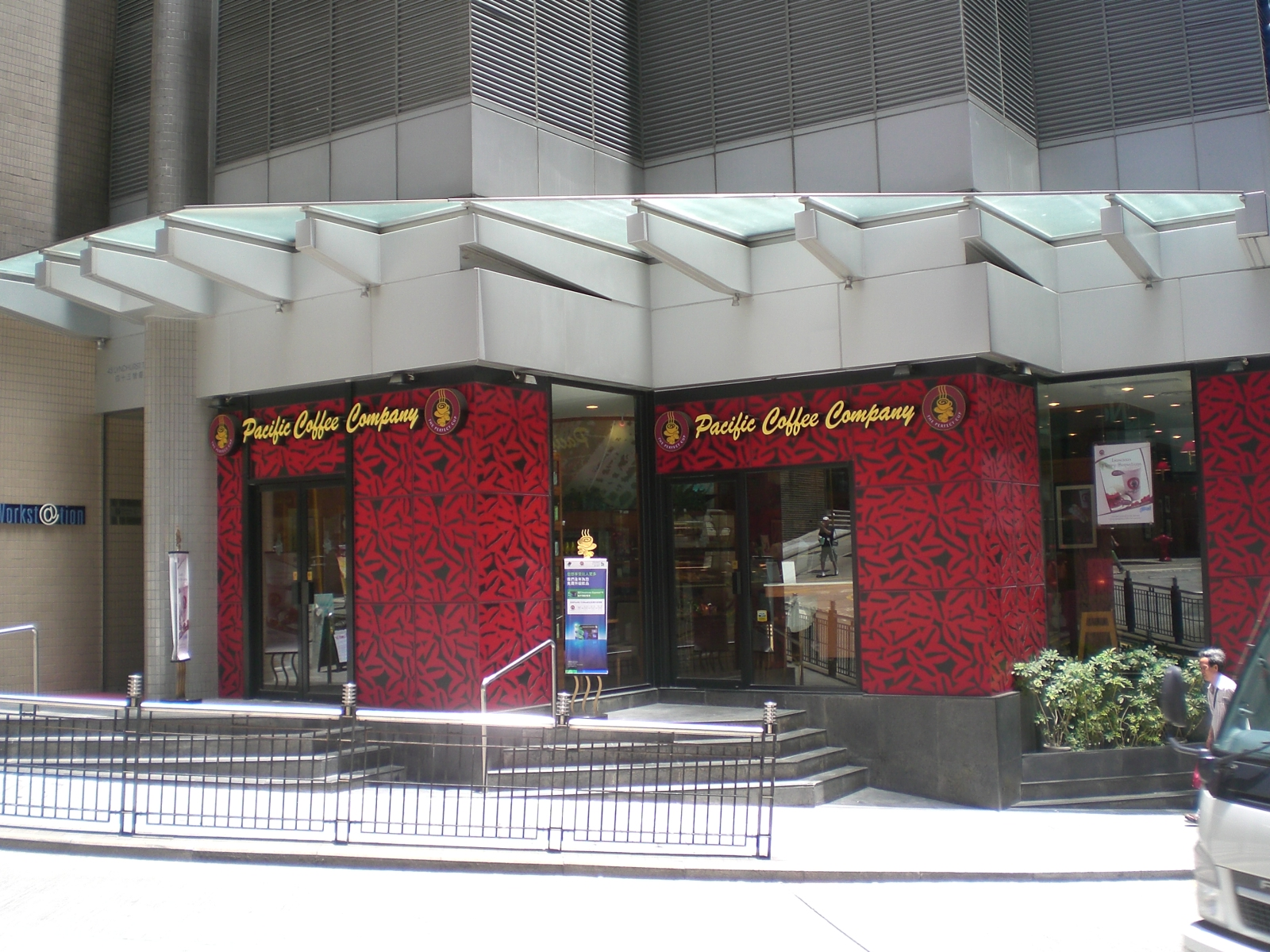
位於上環擺花街的分店
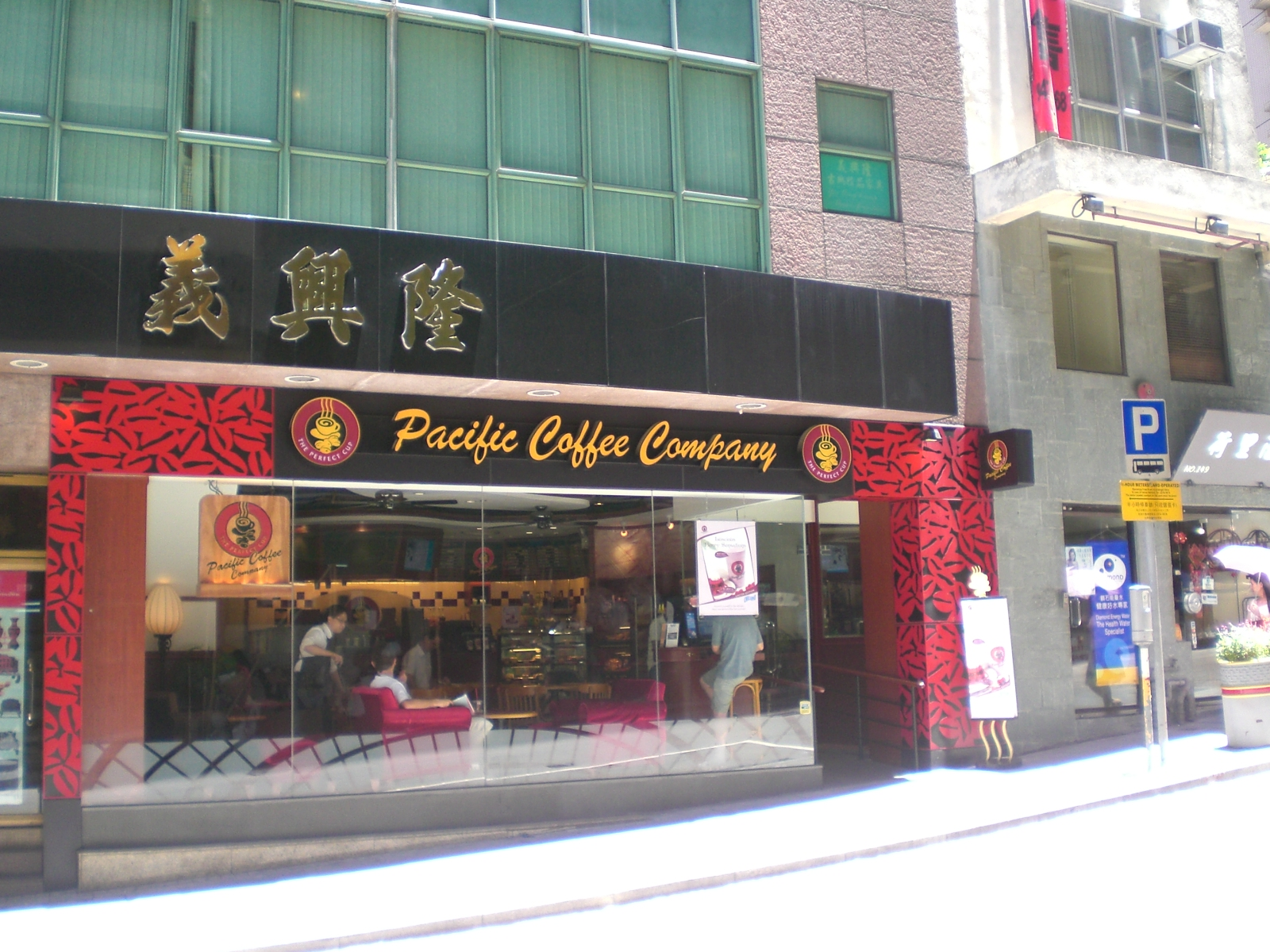
位於上環荷李活道的分店（已結業）
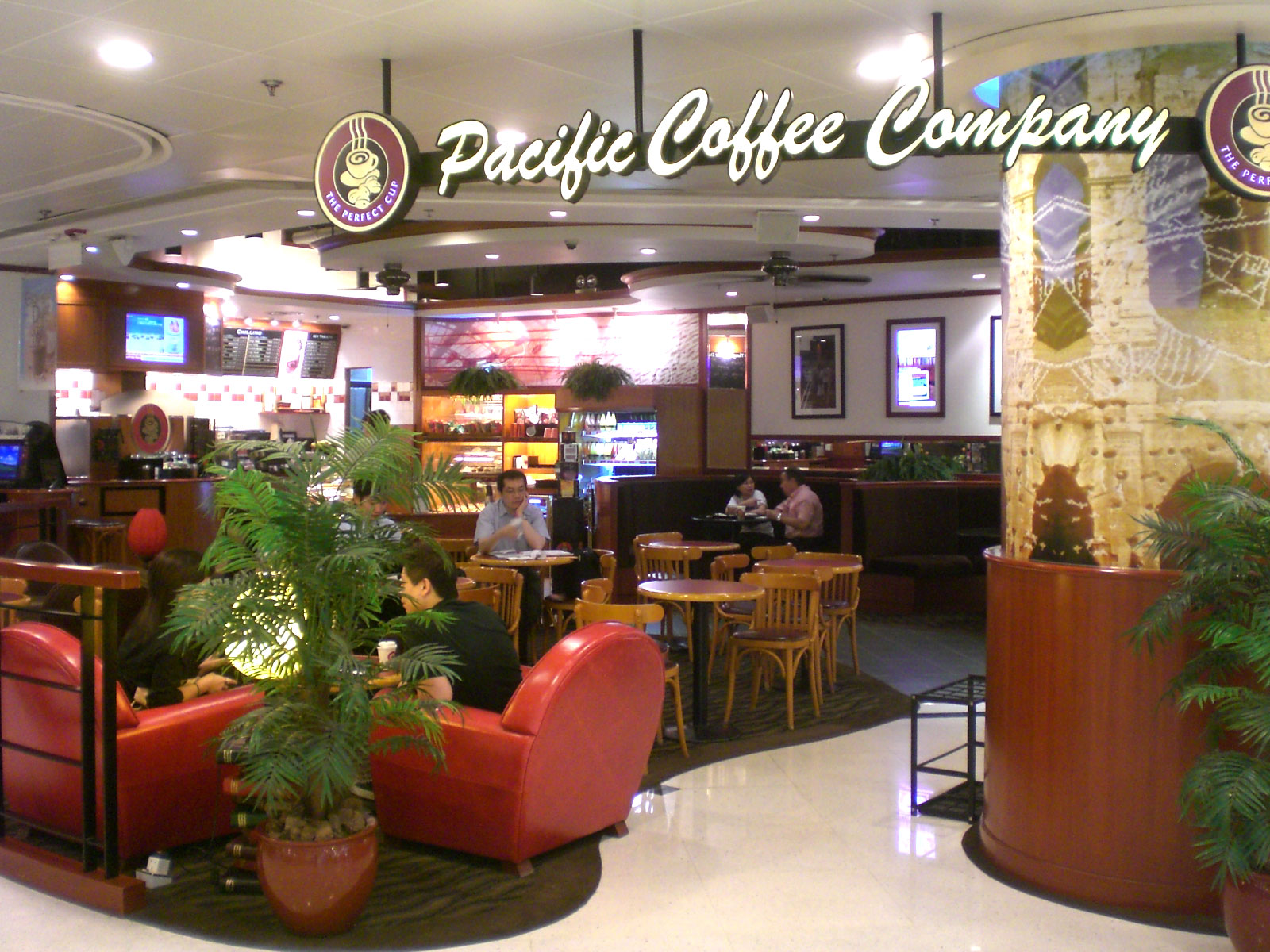
德福廣場分店（已搬遷）
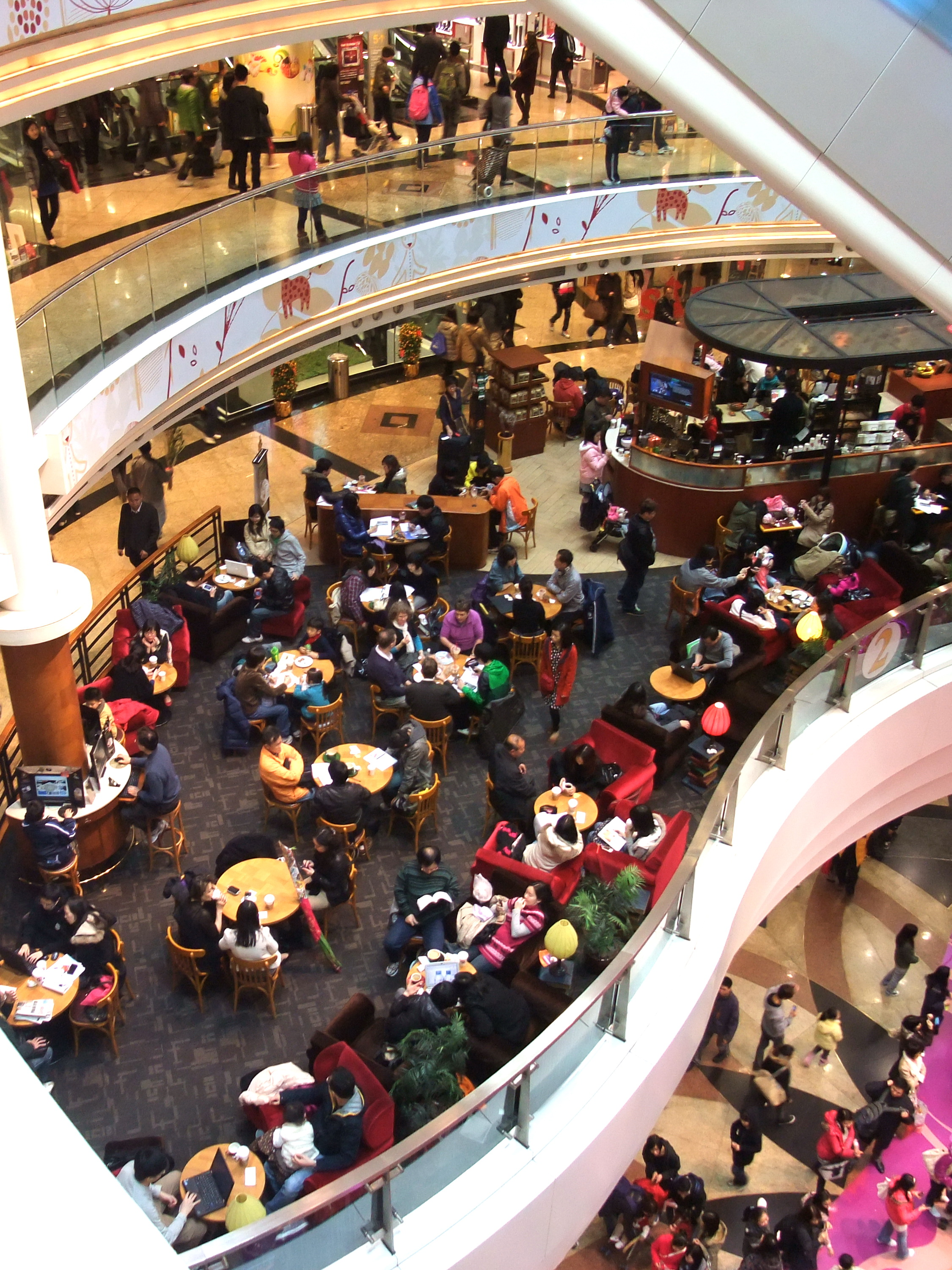
位於旺角新世紀廣場中庭2樓的分店（已搬遷）
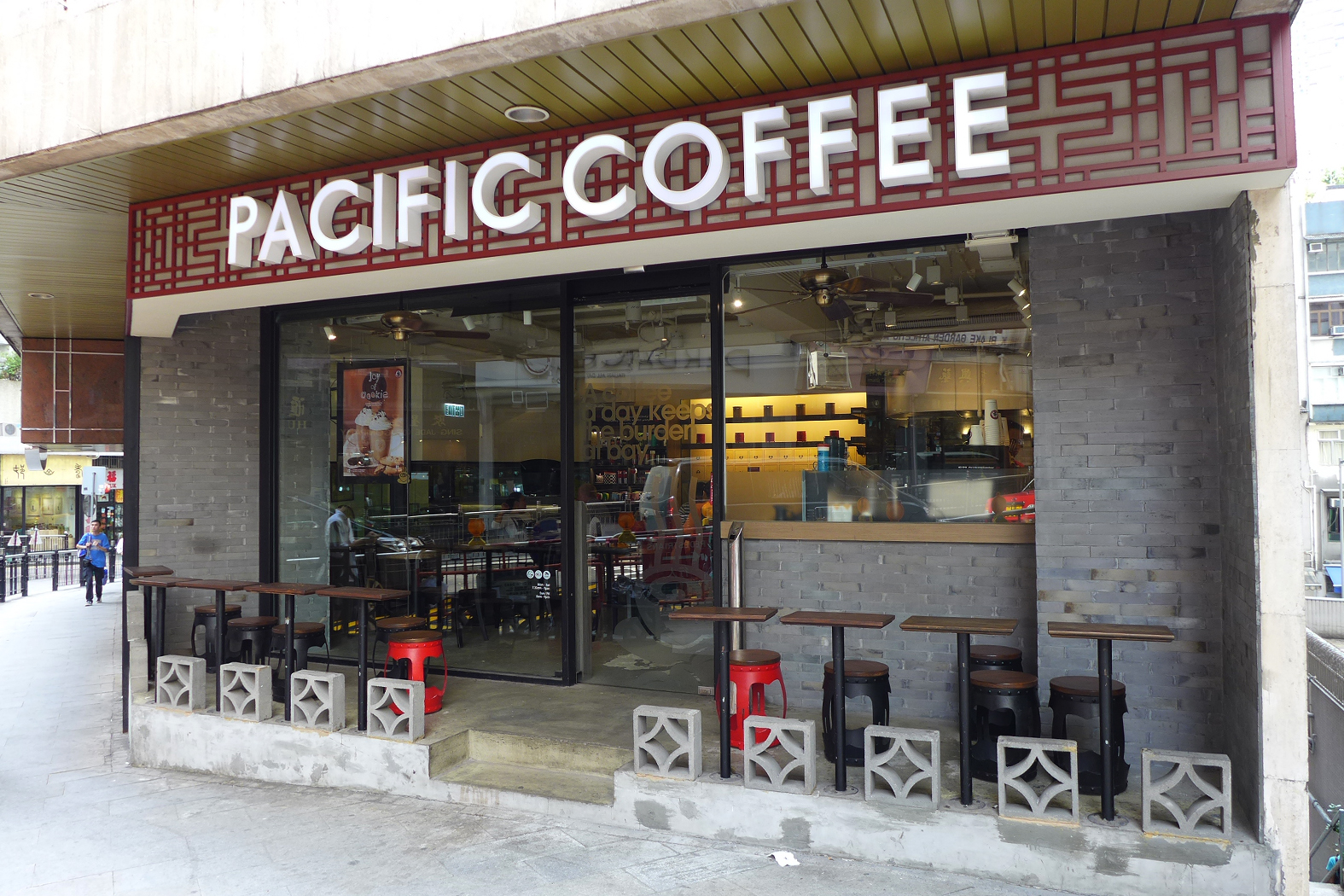
位於上環荷李活商業中心分店
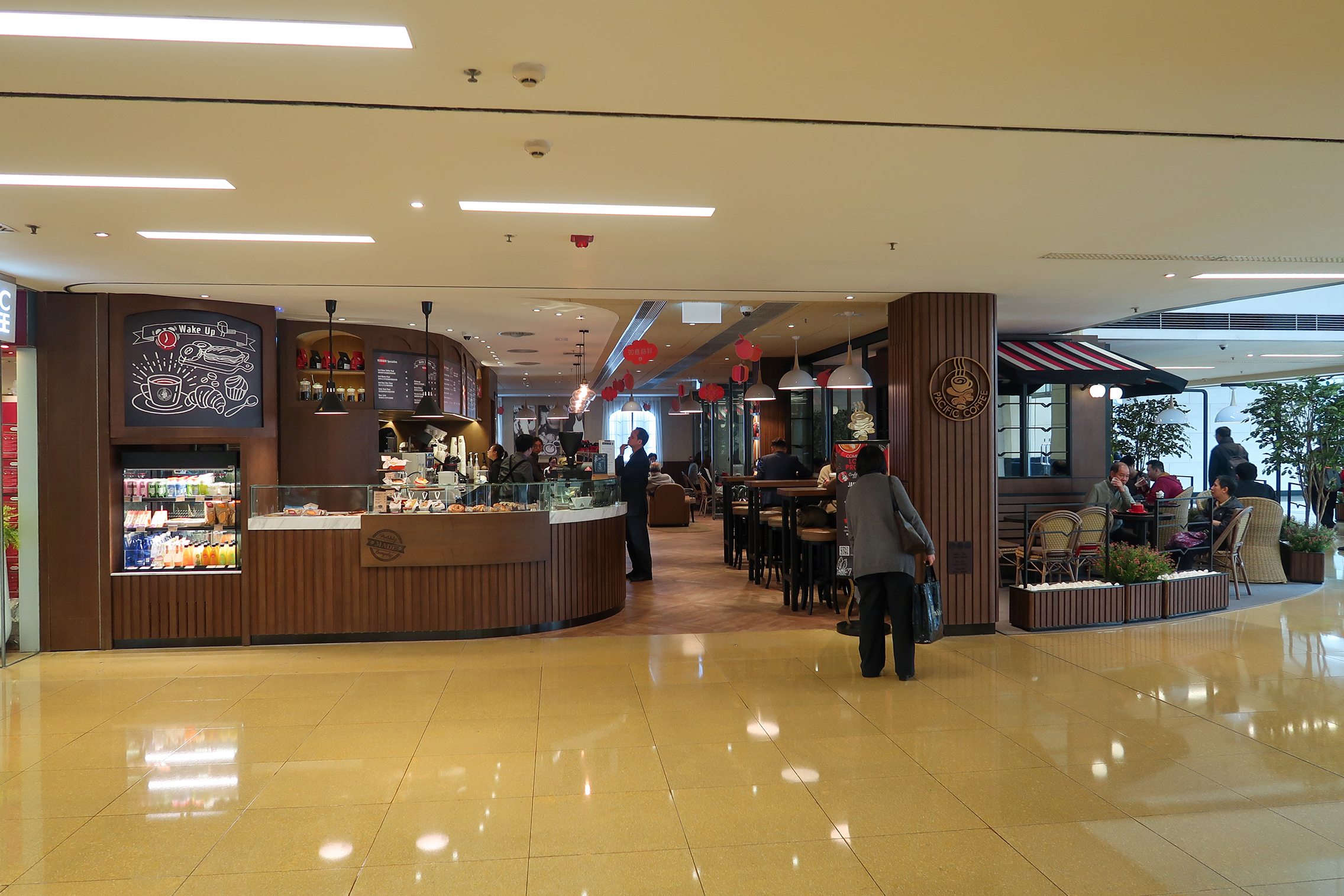
位於太古城中心分店

## 主要競爭對手
- 星巴克
- Pret A Manger
- McCafé
- Costa
- Delifrance